# Бонапарт, Шарлотта
Шарлотта Наполеон Бонапарт (фр. Charlotte Napoléone Bonaparte; 1802, Париж — 1839, Сарцана) — французская принцесса из рода Бонапартов, племянница императора Наполеона I Бонапарта, дочь Жозефа Бонапарта, короля Неаполя (1805—1808) и Испании (1808—1813).

## Биография
Шарлотта была одной из двух дочерей старшего брата императора Франции Наполеона I, Жозефа Бонапарта, и его супруги Жюли Клари (сестры первой большой любви Наполеона и впоследствии шведской королевы Дезире Клари). Отец её, Жозеф Бонапарт, стал с помощью Наполеона I сначала королём Неаполитанским, а затем — королём Испании. Как и мать, Шарлотта была некрасива и имела кривое плечо, но отличалась умом. В юности, в Париже изучала живопись и литографию под руководством швейцарского художника Луи-Леопольда Робера. 
После того, как в 1813 году отец Шарлотты, Жозеф Бонапарт был свергнут с испанского престола, вся их семья уехала в Америку. В США Жозеф купил большое поместье «Пойнт-Бриз» на реке Делавэр близ Бордентауна, в штате Нью-Джерси. Поместье состояло из огромного парка с дворцом, украшенным многочисленными произведениями искусства, в том числе полотнами Тициана и Рубенса. Шарлотта, носившая в это время титул графини де Сурвилье, вновь начала писать картины, преимущественно портреты и пейзажи. Эти работы неоднократно выставлялись в Пенсильванской академии изящных искусств. 
В 1821 году мать Жерома Бонапарта хотела женить сына на принцессе Шарлотте. Для знакомства с невестою он даже ездил в Америку, но брак не состоялся. Одной из причин этому было огромное приданное, которое требовала мадам Петтерсон-Бонапарт. В 1824 году Шарлотта вернулась в Европу, где 23 июля 1826 года вышла замуж за другого своего двоюродного брата, Наполеона Луи Бонапарта (1804—1831), сына брата императора, Луи Бонапарта и Гортензии Богарне. Детей в браке не было. Свёкор Шарлотты, Луи Бонапарт, был под опекой императора королём Голландии до 1810 года, когда он был свергнут французскими войсками.
После смерти мужа вела крайне легкомысленный образ жизни. Она окружила себя польскими эмигрантами и её главным любовником числился граф Потоцкий. Забеременев от него, она сначала скрывалась около Рима на «вилле Паулине», а потом для родов отправилась в Геную. Но туда она не доехала и умерла в Сарцане от внутреннего кровотечения при родах своего единственного ребёнка. Похоронена в базилике Санта Кроче во Флоренции в семейном захоронении Бонапартов.